# یوهان فن هرک
 یوهان فن هرک (انگلیسی: Johan Van Herck؛ زادهٔ ۲۴ مهٔ ۱۹۷۴) یک تنیس‌باز اهل بلژیک است. 